# Krasnica 1 (rejon mohylewski)
Krasnica 1 (biał. Красніца 1; ros. Красница 1) – wieś na Białorusi, w obwodzie mohylewskim, w rejonie mohylewskim, w sielsowiecie Daszkauka, przy drodze republikańskiej R93 i w pobliżu jej skrzyżowania z drogą republikańską R123.